# Cyperus aster
Cyperus aster là một loài thực vật có hoa trong họ Cói. Loài này được (C.B.Clarke ex Cherm.) Kük. mô tả khoa học đầu tiên năm 1936.